# Racing Blood (film 1926)
Racing Blood è un film muto del 1926 diretto da Frank Richardson. Prodotto dalla Gotham Productions, aveva come interpreti Robert Agnew, Anne Cornwall, John Elliott, Clarence Geldert, Charles A. Sellon.

## Trama
Harris Fleming si uccide dopo avere appreso di aver perduto le proprietà di suo nipote Jimmy a favore di John Sterling. Prima di spararsi, manda un telegramma a Jimmy che lo riceve dopo avere partecipato a un ballo con Muriel, la figlia di Sterling. La ragazza, felice e ignara, gli annuncia la fortuna del padre mentre Jimmy resta sbigottito dalla tragica svolta degli eventi. Costretto a trovarsi un lavoro, Jimmy se ne via, riuscendo a farsi assumere come reporter in un piccolo giornale californiano, mentre con Muriel perde ogni contatto.

Ad un'asta circense, Jimmy compra un bel cavallo, in realtà il cavallo da corsa di Muriel rubato da suo zio. Quando più tardi Muriel incontra Jimmy a cavallo, non ne rivela la provenienza. Jimmy vuole farlo partecipare a una corsa ma, non avendo il denaro per ingaggiare il fantino, decide di montarlo lui. Al peso, però, gli viene vietato di cavalcarlo. Muriel, allora, prende il suo posto, vincendo così non solo la gara ma l'amore di Jimmy.

## Produzione
Il film fu prodotto dalla Gotham Productions.

## Distribuzione
Il copyright del film, richiesto dalla Lumas, fu registrato il 23 luglio 1926 con il numero LP22950.
Distribuito dalla Lumas Film Corporation, il film uscì nelle sale statunitensi nel giugno o nell'agosto 1926. A New York, il film fu presentato il 13 agosto 1926.

La Stoll Picture Productions lo distribuì nel Regno Unito il 13 settembre 1926. In Brasile, il film prese il titolo Raça que não Mente.

### Conservazione
Copia incompleta della pellicola (35 mm nitrato positivo) si trova conservata negli archivi della Lobster di Parigi.